# Bangolo
 Bangolo è una città, sottoprefettura e comune della Costa d'Avorio, situata nella regione di Guémon. È capoluogo dell'omonimo dipartimento e conta una popolazione di 56 415 abitanti (censimento 2021).
Dal 2004 è gemellata con il comune italiano di Leini per scopi prevalentemente economici.